# 五乗数
算術演算および代数演算において、五乗数（ごじょうすう、英語: fifth power）とは、ある数値 n の5乗となる数値、すなわち、底を n 、冪指数を 5 とする冪乗( n5 = n × n × n × n × n )である。
数値 n の5乗は、n の4乗に n 自体を掛けたものに等しく、また、n の3乗に n の2乗を掛けたものに等しい。

## 自然数の５乗
自然数の5乗を小さい順に列記すると、次のようになる。
0, 1, 32, 243, 1024, 3125, 7776, 16807, 32768, 59049, 100000, 161051, 248832, 371293, 537824, 759375, 1048576, 1419857, 1889568, 2476099, 3200000, 4084101, 5153632, 6436343, 7962624, 9765625, ... （オンライン整数列大辞典の数列 A000584）

## 性質
10を底とする整数 n の5乗の最小の桁の値は、n の最小の桁の値と同じである。
また、n が奇数のとき、n⁵ - n は240で割り切れることが知られている。
五乗数の列の第4階差数列は公差 120 の等差数列であり、第5階差数列は定数列 120である。したがって五乗数の列は5階等差数列である。
アーベル–ルフィニの定理によれば、未知数の5乗を最大の冪乗とする代数方程式の解に対する一般的な代数式（冪根で表される式）は存在しない。5乗は、これが当てはまる最低の冪指数である。
5乗は、k − 1 個の k 乗数の和を1個の k 乗数で表すことができる冪指数 k のうちの1つで（もう1つは4乗）、オイラー予想に反例を与える。
具体的には、以下の例がある。
275 + 845 + 1105 + 1335 = 1445  (Lander & Parkin, 1966)